# Kanton Brive-la-Gaillarde-Sud-Ouest
Kanton Brive-la-Gaillarde-Sud-Ouest (francouzsky Canton de Brive-la-Gaillarde-Sud-Ouest) je francouzský kanton v departementu Corrèze v regionu Limousin. Tvoří ho pět obcí.

## Obce kantonu
- Brive-la-Gaillarde (jihozápadní část)
- Estivals
- Jugeals-Nazareth
- Nespouls
- Noailles